# Aeroportul Regional Asheville
Aeroportul Regional Asheville (IATA: AVL, ICAO: KAVL, FAA LID: AVL) este un aeroport din Fletcher⁠(d), Henderson County⁠(d), Carolina de Nord, Statele Unite ale Americii ce deservește zona Asheville⁠(d). Aeroportul a fost tranzitat în 2022 de 1.838.793 de pasageri. A fost numit după zona deservită.
Situat la o altitudine de 660 m, aeroportul dispune de 1 pistă și ocupă o suprafață de 3.642.171 m².

## Infrastructură

### Piste
Aeroportul dispune de o singură pistă. Pista 17/35 are suprafața de asfalt și dimensiunile 7.001 picioare × 100 picioare. 